# Nataliakulikite
La nataliakulikite (simbolo IMA: Nkk) è un minerale molto raro del supergruppo della perovskite, all'interno del quale viene collocato nel gruppo delle perovskiti non stechiometriche e da lì al sottogruppo della brownmillerite; appartiene alla classe minerale degli "ossidi e idrossidi" e possiede composizione chimica Ca4Ti2(Fe3+,Fe2+)(Si,Fe3+,Al)O11.

## Etimologia e storia
A questo nuovo minerale è stato dato il nome di nataliakulikite in onore di Natalia Artyemovna Kulik, una nota mineralogista russa originaria di Novosibirsk e una rinomata esperta di pegmatiti granitiche, minerali di elementi radioattivi, terre rare, oltre che di archeometria.
La sua località tipo si trova a circa 5 km a Sud-Est di Arad, nel consiglio regionale di Tamar (Israele) e il suo campione tipo è depositato presso le collezioni mineralogiche del Museo geologico della Siberia centrale, Istituto di geologia e mineralogia V.S. Sobolev (filiale siberiana della RAS), con il numero di catalogo VII-101/1.

## Classificazione
Essendo stata approvata dall'Associazione Mineralogica Internazionale (IMA) come specie minerale indipendente nel 2018, la nataliakulikite non compare nella classica nona edizione della sistematica dei minerali di Strunz, che è stata aggiornata dall'IMA fino al 2009.
Il minerale è presente nell'edizione successiva, proseguita dal database "mindat.org" e chiamata Classificazione Strunz-mindat, nella quale la nataliakulikite è elencata nella classe "4. Ossidi (idrossidi, V[5,6] vanadati, arseniti, antimoniti, bismutiti, solfiti, seleniti, telluriti, iodati)" e da lì nella sottoclasse "4.A Metallo:Ossigeno = 2:1 e 1:1"; questa viene ulteriormente suddivisa in base al rapporto metallo/ossigeno e alla dimensione dei cationi coinvolti, in modo tale da trovare il minerale nella sezione "4.AC M:O = 1:1 (e fino a 1:1,25); con cationi di grande dimensione (± cationi più piccoli)" dove è l'unico membro del sistema nº 4.AC.30.

## Abito cristallino
La nataliakulikite cristallizza nel sistema ortorombico con il gruppo spaziale Pnma (gruppo nº 62) con i parametri reticolari a = 5,254 Å, b = 30,302 Å e c = 5,488 Å, oltre a 4 unità di formula per cella unitaria.

## Origine e giacitura
La nataliakulikite è stata trovata in rocce di larnite-gehlenite pirometamorfiche ad alta temperatura; qui è in paragenesi con larnite, flamite, gehlenite, magnesioferrite, perovskite ricca di Fe3+, fluorapatite, barite, hashemite e altre fasi retrograde (come afwillite, hillebrandite, portlandite, calcite, ettringite, idrogranato (non più riconosciuto dall'IMA come specie minerale indipendente) e altri calcio-silicati idrati).
La nataliakulikite è un minerale rarissimo ed è stata trovata solo nella sua località tipo il canyon "Nahal Morag" (31.23306°N 35.27417°E) nel consiglio regionale israeliano di Tamar.

## Forma in cui si presenta in natura
La nataliakulikite si presenta come grani subedrali o prismatici di dimensioni fino a 20 µm, mentre le loro intercrescite possono arrivare fino a 50 µm. Il minerale è opaco con lucentezza semi-metallica; il colore del suo striscio è marrone chiaro e quello del minerale è marrone che diventa da grigio a grigio chiaro in luce riflessa con riflessi interni marrone-giallastri.